# Roger Baens
Roger Baens (Molenstede, 18 augustus 1933 – Rillaar, 26 maart 2020) was een Belgisch beroepswielrenner van 1956 tot 1964.

## Loopbaan
Op Baens' erelijst staan 43 zeges als beroepsrenner. Op 24 juli 1955 werd hij in Terhulpen ook nationaal kampioen bij de Onafhankelijken.
In 1958 behaalde hij negen overwinningen, waaronder de semiklassiekers de Ronde van Limburg, De Drie Zustersteden en de Dr. Tistaertprijs Zottegem. In 1959 won hij de eerste rit en het eindklassement van Dwars door België (toen een tweedaagse).
In 1962 won hij het tweede deel van de tweede etappe in de Ronde van Frankrijk. In 1957 won hij één rit in de Vuelta (Ronde van Spanje) en in 1963 zelfs twee ritten. Hij behaalde ook ritzeges in de Ronde van België (1958) en Ronde van Nederland (1960 en 1961). Hij werd ook driemaal kampioen van Brabant (1958, 1959 en 1962).
Van 15 juli 1961 tot eind 1963 maakte Baens deel uit van de fameuze Rode garde van Rik Van Looy (bij Faema, Flandria-Faema en GBC-Libertas).

## Erelijst
- 1955

Nationaal kampioen op de weg bij de Onafhankelijken (Ter Hulpen)
- 1956

1e in Halen
1e in Jeuk
1e in Rummen
1e in Omloop van de Gete
1e in Tervuren - Breendonk
- 1957

1e in 15e etappe Vuelta a España te San Sebastian
- 1958

1e in Beveren-Waas
1e in Kapellen
1e in Kraainem
1e in 3e etappe Ronde van België te Spa
1e in Ronde van Limburg
1e in Welle
1e in Drie Zustersteden (Antwerpen)
1e in Tielt - Winge
1e in Zottegem - Dr. Tistaertprijs
- 1959: 1e in Bankprijs

1e in 1e etappe en eindklassement Dwars door België
1e in Erembodegem-Terjoden
1e in Londerzeel
1e in Omloop van de Gete
1e in Orchies
1e in Ronde van Brabant
1e in Tessenderlo
1e in Bierbeek
- 1960

1e in Gooik
1e in Grote Bevrijdingsprijs
1e in Langemark
1e in 1e etappe Ronde van Nederland te Heerenveen
2e in Eindklassement Ronde van Nederland
1e in Lessines
1e in Tienen
- 1961

1e in Houtem
1e in Rillaar
1e in 2e etappe Ronde van Nederland te Dokkum
1e in Tienen
- 1962

3e in Eindklassement Deutschland Tour
1e in Kohlscheid
1e in Kwaadmechelen
1e in Molenstede
1e in 2e etappe B (ploegentijdrit) Tour de France
- 1963

1e in 9e en 14 etappe Vuelta a España

## Resultaten in voornaamste wedstrijden
| Jaar | Ronde van Italië | Ronde van Frankrijk | Ronde van Spanje |
| ---- | ---------------- | ------------------- | ---------------- |
| 1957 |                  |                     | 22e (1)          |
| 1959 |                  |                     | opgave           |
| 1961 |                  |                     |                  |
| 1962 |                  | 43e                 |                  |
| 1963 |                  | opgave              | 22e (2)          |

| Jaar | Brabantse Pijl | Dwars door Vlaanderen |
| ---- | -------------- | --------------------- |
| 1957 |                |                       |
| 1959 |                | ↑                     |
| 1961 | 7e             |                       |
| 1962 |                |                       |
| 1963 |                |                       |